# 6-ヒドロキシメレイン-O-メチルトランスフェラーゼ
6-ヒドロキシメレイン-O-メチルトランスフェラーゼ(6-hydroxymellein O-methyltransferase、EC 2.1.1.108)は、以下の化学反応を触媒する酵素である。
S-アデノシル-L-メチオニン + 6-ヒドロキシメレイン{\displaystyle \rightleftharpoons }S-アデノシル-L-ホモシステイン + 6-メトキシメレイン
従って、この酵素の2つの基質はS-アデノシル-L-メチオニンと6-ヒドロキシメレイン、2つの生成物はS-アデノシル-L-ホモシステインと6-メトキシメレインである。
この酵素は、転移酵素、特に1炭素基を転移させるメチルトランスフェラーゼのファミリーに属する。系統名は、S-アデノシル-L-メチオニン:6-ヒドロキシメレイン 6-O-メチルトランスフェラーゼである。その他よく用いられる名前に、6-hydroxymellein methyltransferase等がある。